# Хисен Хабре
Хисен Хабре (на френски: Hissène Habré) е африкански политик, президент на Чад в периода 1982 – 1990 г.
Оглавява бунтовническата групировка „Въоръжени сили на Севера“ и става президент през 1982 г. Тогава ликвидира поста министър-председател и започва чистка срещу враговете си. По време на неговата диктатура загиват близо 40 000 души, а над 200 000 са измъчвани. Заради тези си действия остава в историята като „Африканския Пиночет“.
Свален е от власт през 1990 г. от войските на днешния президент Идрис Деби. Живее в Сенегал заедно със семейството си в богат квартал на столицата Дакар от 1990 г. Умира след положителна проба за COVID-19 в Дакар на 24 август 2021 г.

## Смъртно наказание
На 15 август 2008 г. бившият президент на Чад Хисен Хабре заедно с още 11 души е осъден на смърт за престъпления срещу държавата. Сред осъдените е и племенник на сегашния президент на Чад Идрис Деби. Специална следствена комисия в Чад установява, че Хабре е виновен за смъртта на хиляди свои политически противници, избити през 8-те му години на президентския пост.
Вероятността Хисен Хабре да бъде екстрадиран от Сенегал в Чад е малка. В началото на 2007 г. парламентът на Сенегал приема поправки към конституцията, с които са създадени възможности съдилищата в страната да гледат дела по обвинения в престъпления срещу човечеството и във военни престъпления. С тези промени е създадена възможност Хабре да бъде съден в Сенегал, но до реален процес може да се стигне след години. Белгийски съд също е признал Хабре за виновен в престъпления срещу човечеството и във военни престъпления.